# Annihilation of the Wicked
Albums de Nile
In Their Darkened Shrines
(2002) Legacy of the Catacombs
(2007)
Annihilation of the Wicked est le quatrième album du groupe de death metal Nile, sorti en 2005. Le titre Von Unaussprechlichen Kulten (littéralement "Des cultes innommables") fait référence à un livre fictif dans l'univers de H.P. Lovecraft.

## Listes de chansons
Tous les titres sont composés par Karl Sanders sauf indication.
| 1.    | Dusk Falls Upon the Temple of the Serpent on the Mount of Sunrise (Instrumental)                        |                     | 0:51 |
| 2.    | Cast Down the Heretic                                                                                   |                     | 5:45 |
| 3.    | Sacrifice Unto Sebek                                                                                    |                     | 3:03 |
| 4.    | User-Maat-Re                                                                                            | Sanders, Toler-Wade | 9:14 |
| 5.    | Sans titre                                                                                              | Toler-Wade          | 3:52 |
| 6.    | Chapter of Obeisance Before Giving Breath to the Inert One in the Presence of the Crescent Shaped Horns |                     | 5:21 |
| 7.    | Lashed to the Slave Stick                                                                               | Toler-Wade          | 4:18 |
| 8.    | Spawn of Uamenti (Instrumental)                                                                         |                     | 1:14 |
| 9.    | Annihilation of the Wicked                                                                              |                     | 8:36 |
| 10.   | Von Unaussprechlichen Kulten                                                                            |                     | 9:46 |
| 52:00 | |                     |      |

| Titre bonus sur l'édition japonaise | Titre bonus sur l'édition japonaise | Titre bonus sur l'édition japonaise | Titre bonus sur l'édition japonaise | Titre bonus sur l'édition japonaise | Titre bonus sur l'édition japonaise | Titre bonus sur l'édition japonaise | Titre bonus sur l'édition japonaise | Titre bonus sur l'édition japonaise | Titre bonus sur l'édition japonaise |
| No                                  | Titre                               | Durée                               |                                     |                                     |                                     |                                     |                                     |                                     |                                     |
| ----------------------------------- | ----------------------------------- | ----------------------------------- | ----------------------------------- | ----------------------------------- | ----------------------------------- | ----------------------------------- | ----------------------------------- | ----------------------------------- | ----------------------------------- |
| 1.                                  | Sss Haa Set Yoth                    | 5:15                                |                                     |                                     |                                     |                                     |                                     |                                     |                                     |
| 57:15                               |                                     |                                     |                                     |                                     |                                     |                                     |                                     |                                     |                                     |

## Musiciens
- Karl Sanders − guitare, chant, bağlama, claviers, bouzouki
- Dallas Toler-Wade − guitare, chant
- George Kollias − batterie
- Jon Vesano − basse, chant